# Arrondissement Cherbourg
Cherbourg is een arrondissement van het Franse departement Manche in de regio Normandië.

## Geschiedenis
De onderprefectuur was tot 1 maart 2000 Cherbourg, tussen 2000 en 2016 Cherbourg-Octeville en sinds 1 januari 2016 Cherbourg-en-Cotentin. Hoewel de hoofdplaats door gemeentefusies tweemaal veranderde bleef de naam van het arrondissement altijd kortweg Cherbourg.

## Kantons
Het arrondissement was tot 22 maart 2015 samengesteld uit de volgende kantons:
- Kanton Barneville-Carteret
- Kanton Beaumont-Hague
- Kanton Bricquebec
- Kanton Cherbourg-Octeville-Nord-Ouest
- Kanton Cherbourg-Octeville-Sud-Est
- Kanton Cherbourg-Octeville-Sud-Ouest
- Kanton Équeurdreville-Hainneville
- Kanton Montebourg
- Kanton Les Pieux
- Kanton Quettehou
- Kanton Sainte-Mère-Église
- Kanton Saint-Pierre-Église
- Kanton Saint-Sauveur-le-Vicomte
- Kanton Tourlaville
- Kanton Valognes

Sindsdien omvat het arrondissement de volgende kantons:
- Kanton Bricquebec-en-Cotentin
- Kanton Carentan-les-Marais (deel 13/21)
- Kanton Cherbourg-en-Cotentin-1
- Kanton Cherbourg-en-Cotentin-2
- Kanton Cherbourg-en-Cotentin-3
- Kanton Cherbourg-en-Cotentin-4
- Kanton Cherbourg-en-Cotentin-5
- Kanton Créances (deel 1/19)
- Kanton La Hague
- Kanton Les Pieux
- Kanton Valognes
- Kanton Val-de-Saire